# Hun Sen Boulevard
La Hun Sen Boulevard è una strada extraurbana al servizio di Phnom Penh in Cambogia. È intitolata al primo ministro del paese Hun Sen ed è stata inaugurata il 3 aprile del 2017.
La strada ha inizio alla periferia sud della capitale all'intersezione tra la Street 271 e l'importante Monivong Boulevard. Si sviluppa vero sud attraversando la zona umida dei laghi Boeung Tumpun e Boeung Choeung Ek e funge da tangenziale alla cittadina di Ta Khmau. Dopo 9.160 m termina sulla strada nazionale 2 (NH2) al confine con la provincia di Kandal.
La Hun Sen Boulevard, complessivamente larga 60 m, è composta da una carreggiata unica con 8 corsie di marcia (4 per direzione) con banchine laterali da 15 m. Costruita dalla Samdech Techo i lavori sono iniziati nel 2011 e sono durati sei anni per un costo di 76 milioni di USD. Rappresenta la strada più larga al servizio di Phnom Penh ed è stata costruita per alleviare il traffico in transito sulla vicina NH2 che nella sua parte iniziale è stata inglobata nel tessuto urbano della metropoli.